# Mercado do Levante de Lagos
O Mercado do Levante de Lagos, igualmente conhecido como Mercado da Reforma Agrária, é um espaço comercial na cidade de Lagos, em Portugal.

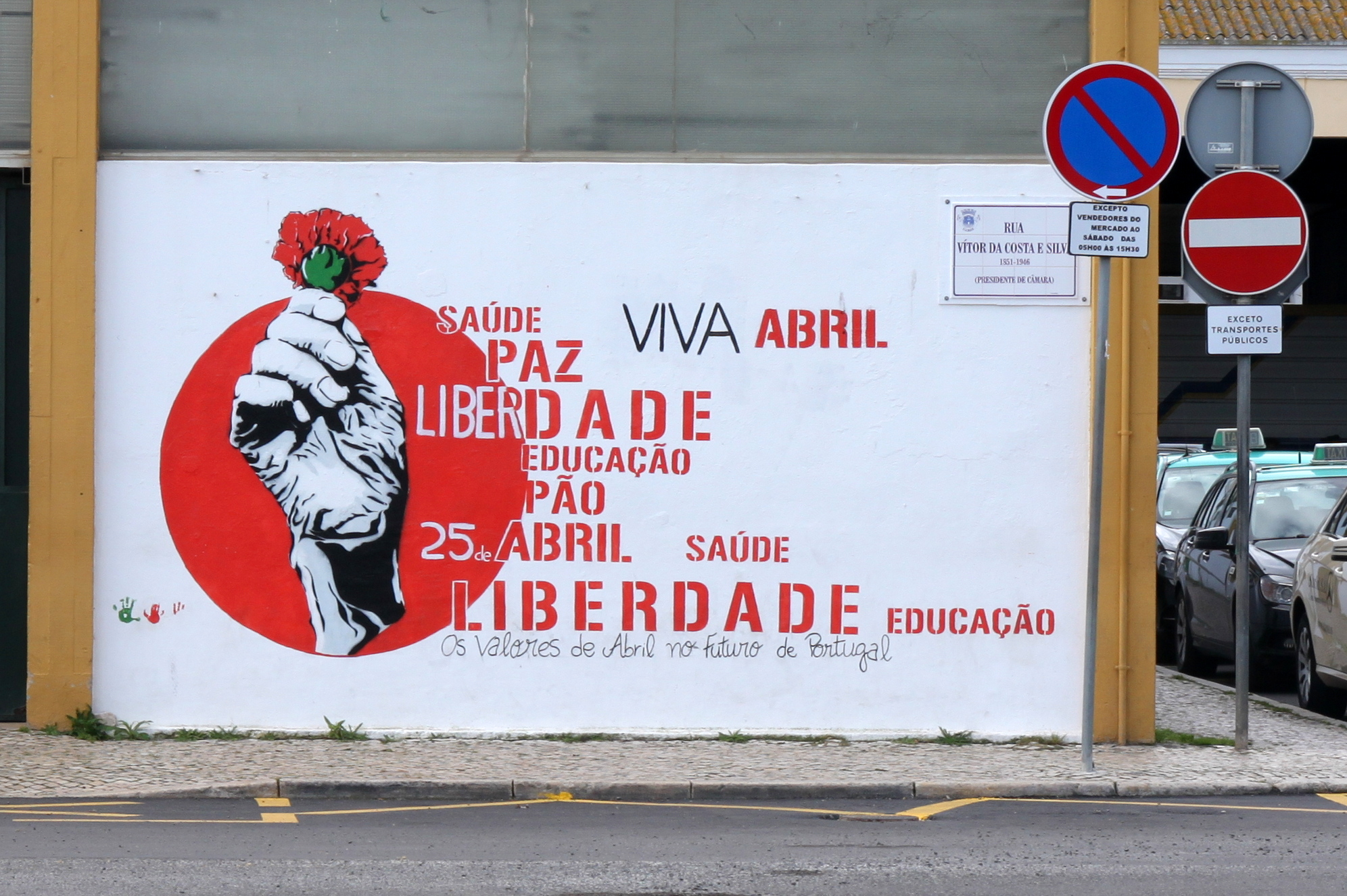
Mural alusivo à Revolução de 25 de Abril de 1974, junto à entrada do mercado do Levante, em 2016.

## Descrição e história
O edifício do Mercado do Levante está situado num espaço aberto, onde em meados do século XX eram realizadas as feiras francas, e que era também utilizado como local para jogos de futebol.
Em 1970, a Câmara Municipal de Lagos idealizou a construção de um novo edifício para o mercado municipal da cidade, de forma a suplementar o já existente na Rua da Porta de Portugal, tendo sido escolhido o Rossio de São João, por ter espaço disponível para este fim. No ano seguinte foram pedidos os primeiros estudos, no sentido de pedir ao governo apoio financeiro e as autorizações necessárias, uma vez que a autarquia não dispunha de fundos suficientes, nem da autonomia administrativa para este empreendimento. Porém, este processo não teve seguimento junto do governo. No período após a Revolução de 25 de Abril de 1974, esteve prevista a instalação de um espaço polidesportivo neste local, embora as obras não tenham avançado além da pavimentação do solo. Entre 1974 e 1975 passou a ser utilizado como ponto de venda de produtos agrícolas, no âmbito do programa da Reforma agrária, durante o qual os agricultores precisaram de um sítio onde vender os seus excedentes, pelo que passou a ser conhecido popularmente como Mercado da Reforma Agrária. Por seu turno, o nome de Mercado do Levante veio do processo do vendedor recolher os seus pertences após o final do evento, o que demonstrava a instabilidade do mesmo. Posteriormente, foram construídas as paredes do mercado, de forma a proteger os utentes das condições climatéricas. Entretanto, na década de 1980 foram retomados os planos para a instalação de um novo mercado municipal, embora já num local diferente, na zona de Santo Amaro.
Em Dezembro de 2019, estava em preparação o concurso para a empreitada de requalificação do Mercado do Levante, no valor base de 321 mil Euros, que iriam servir para fornecer melhores condições de conforto aos vendedores e ao público, além de impulsionar a importância da venda de produtos hortofrutículos como parte da economia local. Enquanto durassem os trabalhos, as instalações do Mercado do Levante iriam passar para um local provisório, prevendo-se em finais de 2019 que iria ser num antigo pavilhão da Escola Secundária Gil Dantas, que iria receber obras neste sentido. Porém, em Maio de 2020 o local do mercado provisório já tinha sido transferido para o estacionamento do Complexo Desportivo de Lagos, na zona de São João, devido às novas regras de segurança introduzidas após a Pandemia de COVID-19. Ao mesmo tempo, iriam ter início as obras de requalificação no antigo edifício. Como previsto, os trabalhos iniciaram-se nos princípios de Junho desse ano, estando quase concluídos nos inícios de Outubro, data em que já tinha sido instalada a nova cobertura.